# Die Pest (Fernsehserie)
Die Pest (Originaltitel La peste) ist eine spanische Fernsehserie, die am 30. September 2017 auf Movistar+, einem Pay-TV-Sender, der zur Telefónica gehört, ihre Premiere feierte. Die Idee zur Serie stammt von dem Regisseur Alberto Rodríguez Librero und dem Drehbuchautor Rafael Cobos, die bereits bei mehreren Filmproduktionen, unter anderem 7 Jungfrauen und La isla mínima – Mörderland, zusammengearbeitet haben. Noch vor der Erstausstrahlung der Serie wurde diese um eine zweite Staffel verlängert, die wie die erste sechs Folgen umfassen soll. In Spanien erreichte die erste Staffel sehr hohe Einschaltquoten, die den bisherigen Bestwert der US-amerikanischen Serie Game of Thrones übertrafen.
Die zweite Staffel der Serie wurde am 15. November 2019 veröffentlicht.

## Handlung der ersten Staffel
Im Jahr 1597 bricht in Sevilla die Beulenpest aus, zudem leidet die Mehrheit der Bevölkerung unter einer Hungersnot. Mateo, ein ehemaliger Soldat, musste vor vielen Jahren aus der Stadt fliehen, da er von der Inquisition zum Tode verurteilt wurde, weil er verbotene Bücher über Protestantismus gedruckt hat. Nun kehrt er nach Sevilla zurück, da er seinem verstorbenen Freund Gérman versprochen hatte, dessen unehelichen Sohn Valerio aus der Stadt zu bringen, sollte es eine Epidemie geben. Mateo kommt vorerst im Palast seines besten Freundes Luis de Zúñiga unter. Dieser ist inzwischen ein äußerst wohlhabender Kaufmann und wird im Verlauf der Serie Mitglied des Stadtrats. Mateo sucht Valerio, der aus dem Waisenhaus, in dem er lebte, geflohen ist. Er findet ihn auch, allerdings wird Mateo kurz darauf verhaftet und soll wegen Ketzerei hingerichtet werden.
Der Generalinquisitor der Katholiken, Celso de Guevara, bietet Mateo die Begnadigung an, wenn er als Gegenleistung in einem Mordfall ermittelt. Das Opfer ist Ignacio Azuaga, ein mächtiger Geschäftsmann. Er erlitt einen äußerst qualvollen Tod durch Pfählung, zudem ist seine Leiche vollkommen blutleer. Des Weiteren weist er an Händen und Füßen Stigmata auf. Azuaga bleibt nicht das einzige Opfer. Lucina Utera, Tochter des Protestantenführers Capitan Utera, und Alejandro de Dresdner, der aus Dresden stammende Schatzmeister des Palastes, werden auf dieselbe Art ermordet. Monardes, ein Arzt, hilft Mateo, indem er Autopsien an den Leichen durchführt, eine Praktik, die von der Kirche verboten wurde. Monardes hilft zudem Leandra, einer Freundin von Valerio, deren Vater an der Pest starb und die befürchtet, ebenfalls erkrankt zu sein.
Luis steigt in den Stadtrat auf, nachdem Morata, der über ihm steht, an der Pest stirbt. Mateo trifft sich mit Teresa Pinelo, Gérmans Witwe. Eigentlich erbte sie von ihrem Mann eine Textilfabrik, jedoch führt ihr Verwalter diese, da ihr als Frau dies nicht gestattet ist. In der Fabrik arbeiten zum Missfallen der Mächtigen viele Prostituierte. Mit Teresas Hilfe findet Mateo heraus, dass Gérman nicht ertrank, sondern mit einem Speer erstochen wurde.
Mateo kommt zu dem Schluss, dass Ledesma, ein stadtbekannter Protestant, der Mörder sein muss. Es stellt sich heraus, dass Pedro Lanzas, ein alter Freund von Mateo, hinter Ledesma steckt. Dieser begeht Selbstmord, um der Inquisition zu entgehen. In einem geheimen Buch finden sich Informationen, dass mit im Hafen versteckten Geld Protestanten bei einer Schlacht in Flandern unterstützt werden sollten. Anhand einer Liste werden Luis, Capitan Utera, Benjamin Azuaga, der Besitzer einer Indigofabrik, und weitere, nicht namentlich genannte Personen verhaftet. Sie werden während eines Stadtfestes auf dem Scheiterhaufen verbrannt. Es stellt sich schließlich heraus, dass Celso die Morde eingefädelt hat, um Ledesma und möglichst viele weitere Protestanten aus dem Weg zu räumen. Mateo verlässt Sevilla auf einem Schiff Richtung Indien. Valerio bleibt in Sevilla und tritt sein Erbe, die Fabrik seines verstorbenen Vaters, an.

## Besetzung
Die Synchronisation der Serie wird bei der @alpha Postproduktion nach Dialogbüchern von Robert Golling und unter der Dialogregie von Peter Woratz erstellt.

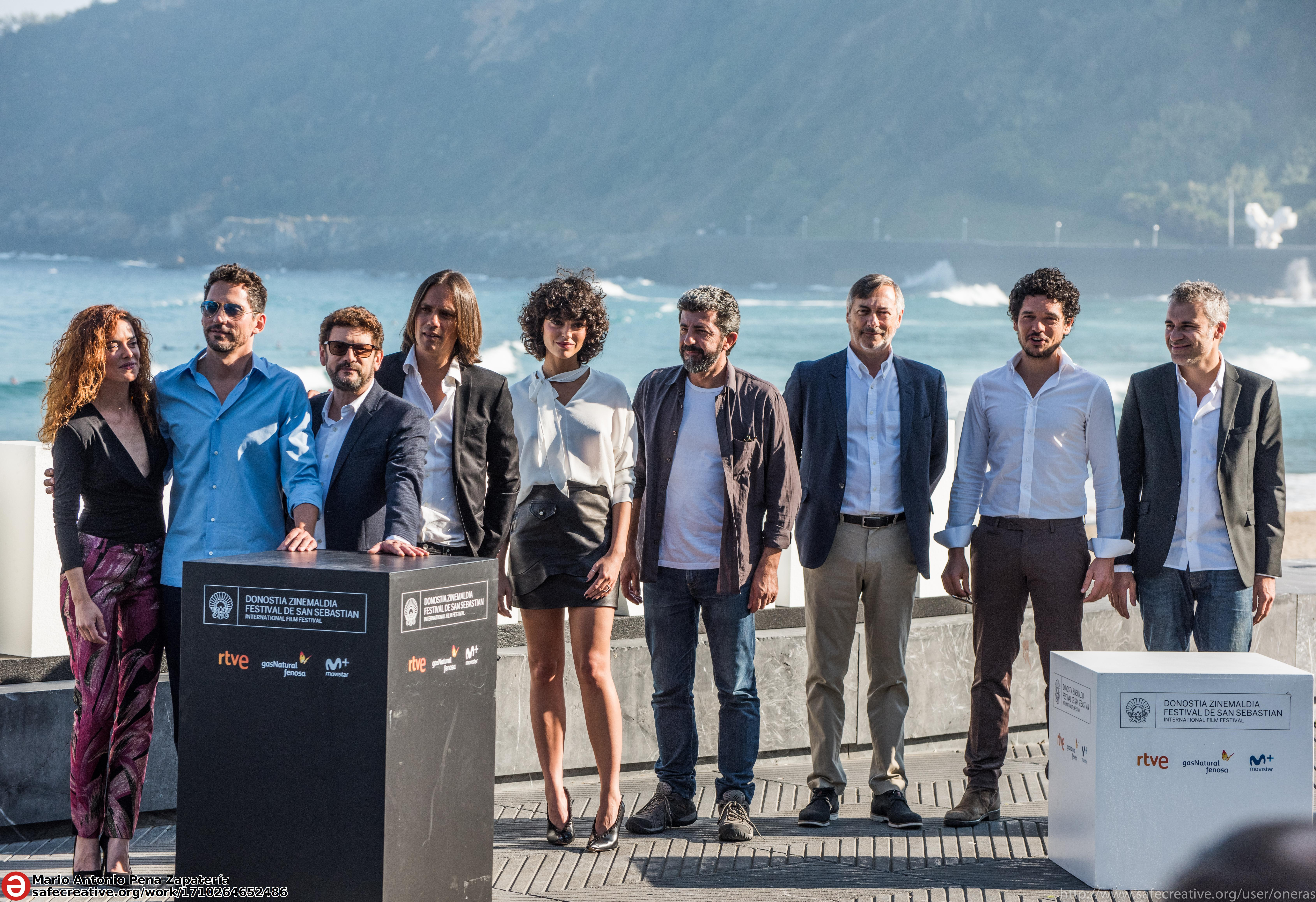
Die Besetzung bei einer Vorstellung beim San Sebastian Filmfestival

| Figur                | Darsteller            | Deutscher Sprecher       |
| -------------------- | --------------------- | ------------------------ |
| Mateo Núñez          | Pablo Molinero        | Stefan Günther           |
| Luis de Zúñiga       | Paco Léon             | Manou Lubowski           |
| Valerio Huertas      | Sergio Castellanos    | Felix Mayer              |
| Teresa Pinelo        | Patricia López Arnaiz | Claudia Urbschat-Mingues |
| Celso de Guevara     | Manolo Solo           | Walter von Hauff         |
| Leandra              | Lupe del Junco        | Lea Kalbhenn             |
| Monardes             | Tomás Del Estal       | Christoph Jablonka       |
| Verwalter von Teresa | Paco Tous             | Dieter Memel             |
| Eugenia              | Cecilia Gómez         | Shanti Chakraborty       |
| Morata               | Antonio Gil           | Erich Ludwig             |
| Arquímedes           | Manuel Morón          | Gudo Hoegel              |
| Enzo                 | Carlo D'Ursi          | Daniel Pietzuch          |

## Episodenliste

### Staffel 1
| Nr. (ges.) | Nr. (St.) | Deutscher Titel | Originaltitel  | Erstausstrahlung Spanien | Deutschsprachige Erstveröffentlichung (D) | Regie                     | Drehbuch                   |
| ---------- | --------- | --------------- | -------------- | ------------------------ | ----------------------------------------- | ------------------------- | -------------------------- |
| 1          | 1         | Das Wort        | La Palabra     | 12. Jan. 2018            | 19. Juli 2018                             | Alberto Rodríguez Librero | Rafael Cobos & Fran Araújo |
| 2          | 2         | Der Pakt        | El Pacto       | 12. Jan. 2018            | 19. Juli 2018                             | Alberto Rodríguez Librero | Rafael Cobos & Fran Araújo |
| 3          | 3         | Der Buchdrucker | El Impresor    | 12. Jan. 2018            | 26. Juli 2018                             | Alberto Rodríguez Librero | Rafael Cobos & Fran Araújo |
| 4          | 4         | Der Sklave      | El Esclavo     | 12. Jan. 2018            | 26. Juli 2018                             | Paco R. Baños             | Rafael Cobos & Fran Araújo |
| 5          | 5         | Der Sohn        | El Hijo        | 12. Jan. 2018            | 2. Aug. 2018                              | Paco R. Baños             | Rafael Cobos & Fran Araújo |
| 6          | 6         | Die neue Welt   | El Nuevo Mundo | 12. Jan. 2018            | 2. Aug. 2018                              | Alberto Rodríguez Librero | Rafael Cobos & Fran Araújo |

### Staffel 2
| Nr. (ges.) | Nr. (St.) | Deutscher Titel            | Originaltitel  | Erstausstrahlung Spanien | Deutschsprachige Erstveröffentlichung (D) | Regie                                   | Drehbuch                   |
| ---------- | --------- | -------------------------- | -------------- | ------------------------ | ----------------------------------------- | --------------------------------------- | -------------------------- |
| 7          | 1         | Feuerland                  | El nuevo mundo | 15. Nov. 2019            | 11. Dez. 2019                             | Alberto Rodríguez Librero               | Rafael Cobos & Fran Araújo |
| 8          | 2         | Die Bruderschaft der Diebe | Escalante      | 15. Nov. 2019            | 11. Dez. 2019                             | Alberto Rodríguez Librero & David Ulloa | Rafael Cobos & Fran Araújo |
| 9          | 3         | Die Jungfrau des Lichts    | Pontecorvo     | 15. Nov. 2019            | 18. Dez. 2019                             | David Ulloa                             | Rafael Cobos & Fran Araújo |
| 10         | 4         | Eugenia                    | Eugenia        | 15. Nov. 2019            | 18. Dez. 2019                             | David Ulloa                             | Rafael Cobos & Fran Araújo |
| 11         | 5         | Das Wappen des Königs      | Conrado        | 15. Nov. 2019            | 25. Dez. 2019                             | David Ulloa                             | Rafael Cobos & Fran Araújo |
| 12         | 6         | Die alte Welt              | El viejo mundo | 15. Nov. 2019            | 25. Dez. 2019                             | David Ulloa                             | Rafael Cobos & Fran Araújo |

## Rezeption
„Es dauert, bis die Figuren vor diesem von Komparsen wimmelnden Hintergrund an Kontur gewinnen. Ob der an den Haaren herbeigezogene Plot (Buch Rafael Cobos), dessen Intrigenpart auch die ‚Sopranos‘ erfreut haben könnte, dabei hilft, wird sich zeigen. Der Erfolg der Serie in Spanien – die zweite Staffel ist schon angekündigt – könnte sich auch der Tatsache verdanken, dass in ‚Die Pest‘ das Ganze mehr zählt als der Einzelne. Dieses Ganze hat einen anderen Charakter als die amerikanischen Serien, und es hat viel zu bieten: Macht, Sex, religiösen Wahn und politische Korruption, dazu eine unkontrollierbare Epidemie und als Überbau das sich seinem Ende zuneigende Goldene Zeitalter Spaniens. Jede Menge Stoff also, um sich zurückzuziehen und die Zeit zu vertreiben.“

Julian Ignatowitsch vom Deutschlandfunk befindet, „die Serie kann es also in jeder Hinsicht mit den großen internationalen Serienproduktionen aufnehmen, (…) auch weil die erste Staffel in Spanien zuletzt erfolgreicher war als Game of Thrones. In Optik und Setting sind sich beide Serien durchaus ähnlich. Auch in der düsteren, intriganten Atmosphäre. Beim Plot dagegen weniger: “Die Pest” ist klaustrophobischer, konzentrierter, hat keine Drachen oder Untote und fokussiert sich ganz auf seinen Protagonisten, nämlich den gebrochenen Helden Mateo. Also kein Abklatsch, sondern großes Historiendrama“.